# Gómez González de Manzanedo
Gómez González de Manzanedo (c. 1130-12 de octubre de 1182) fue un ricohombre castellano nieto del conde Gómez González el de Candespina y descendiente de los condes de Castilla. Alférez  y después mayordomo del rey Sancho III, conde por Alfonso VIII, también mayordomo mayor de Fernando II de León, y gobernador de varias tenencias, es el genearca de dos de los linajes más importantes de la Edad Media: los Manrique y los Manzanedo.  

## Relaciones familiares
El conde Gómez González, tuvo tres hijos varones; uno llamado Diego que no tuvo descendencia, Rodrigo Gómez, padre del conde Gonzalo Rodríguez de Bureba, y Gonzalo Gómez. Este último es el que varios historiadores y genealogistas modernos consideran como el padre de Gómez González de Manzanedo. Aunque otros medievalistas opinaban que fue hijo de Gonzalo Rodríguez de Bureba, en realidad,  su primo hermano, esta filiación es imposible ya que ambos eran contemporáneos y Gómez era solamente diez años más joven que Gonzalo.  Tuvo probablemente dos hermanos, Pedro González, llamado de Villaescusa, y Rodrigo González de Cevallos, que también fue alférez real entre 1160 y 1171.

## Vida
Miembro de la curia regia, Gómez aparece por primera vez en la documentación medieval en 1146 durante el reinado de Sancho III de Castilla de quien fue alférez real y después, entre 1157 y 1158 su mayordomo. Entre 1164 y 1165 sustituyó a Fernando Rodríguez de Castro como mayordomo de Fernando II de León. En la documentación leonesa, aparece con el sobrenombre de «el castellano» para diferenciarlo de su homónimo y coetáneo el conde gallego Gómez González de Traba En 1169, ya de vuelta en Castilla, recibió de Alfonso VIII la dignidad condal.
Gobernó varias tenencia durante diferentes periodos, algunas por su cuenta y otras compartidas, entre ellas Calahorra, Liébana, La Pernía, Mudá, Cervera, Villafranca, Alba, hoy un despoblado cerca de Cervera de Pisuerga, Piedras Negras, Cereceda (en Burgos), Asturias de Santillana y Castilla la Vieja que después fue gobernada por su hijo Gil Gómez.  Fue también un rico hacendado en varios lugares, especialmente en el Valle de Manzanedo que dio nombre a su linaje.
Falleció el 12 de octubre de 1182 según consta en el obituario de la Catedral de Burgos.

## Matrimonio y descendencia
Del matrimonio del conde Gómez con Milia Pérez de Lara vienen los Manrique y los Villalobos. Su esposa fue Milia Pérez de Lara, hija de Pedro González de Lara y la condesa Ava. Luis de Salazar y Castro y otros genealogistas la consideraban hija del conde Manrique Pérez de Lara, de quien en realidad era hermana.  El historiador Gonzalo Martínez Díez ha podido esclarecer la verdadera filiación de Milia basándose en la documentación medieval y sus conclusiones han sido aceptadas por la mayoría de los historiadores y genealogistas modernos.
Así, según Martínez Díez, el linaje de los Manrique no viene de Rodrigo Pérez de Lara o de Molina, hijo de Pedro Manrique de Lara, quien pasó la mayor parte de su vida en Narbona donde aparece en la documentación hasta 1208 y no participó en los acontecimientos de los reinos de la península ibérica. La genealogía tradicional, aceptada por genealogistas como Luis de Salazar y Castro, era la propuesta por Fernán Pérez de Guzmán para quien «Este linage de los Manrique es uno de los mayores e más antiguos de Castilla (...) vienen del conde Manrique, hijo de Pedro de Lara». La confusión se debe a la existencia de dos homónimos: Rodrigo Pérez de Molina mencionado anteriormente, y otro Rodrigo, hijo de Manrique Gómez de Manzanedo y nieto de los condes Gómez y Milia Pérez de Lara.
Los condes Gómez y Milia fueron padres de seis hijos, todos documentados:
- Gil Gómez (m. c. 1197) fue tenente en Aguilar, Asturias de Santillana, y en Castilla la Vieja. No se sabe con quien se casó, pero tuvo un hijo llamado Pedro Gil.[1][14]
- Jimena Gómez de Manzanedo,[14] la primera esposa de Pedro Fernández de Castro el Castellano.
- Inés Gómez de Manzanedo (m. después de 1208), casada con Fernando Ruiz Duc.[14][b]
- Diego Gómez de Manzanedo. Tuvo un hijo llamado Ruy Díaz de la Vega, a quien se considera fundador de la Casa de la Vega.
- Manrique Gómez de Manzanedo (m. antes de 1204).[15] Contrajo matrimonio antes de 1192 con Toda Vélaz con quien tuvo a: Gómez Manrique, maestre de la Orden de Calatrava; Rodrigo Manrique de Lara, primer señor de Amusco;[15][16] Gil Manrique, esposo de Teresa Fernández de Villalobos, de quien vienen los Villalobos;[17] y María Manrique.
- Pedro Gómez de Manzanedo.